# Hyporites shakshain
Hyporites shakshain är en tvåvingeart som beskrevs av Masayoshi Suwa 1974. Hyporites shakshain ingår i släktet Hyporites och familjen blomsterflugor. Inga underarter finns listade i Catalogue of Life.